# James G. Blunt

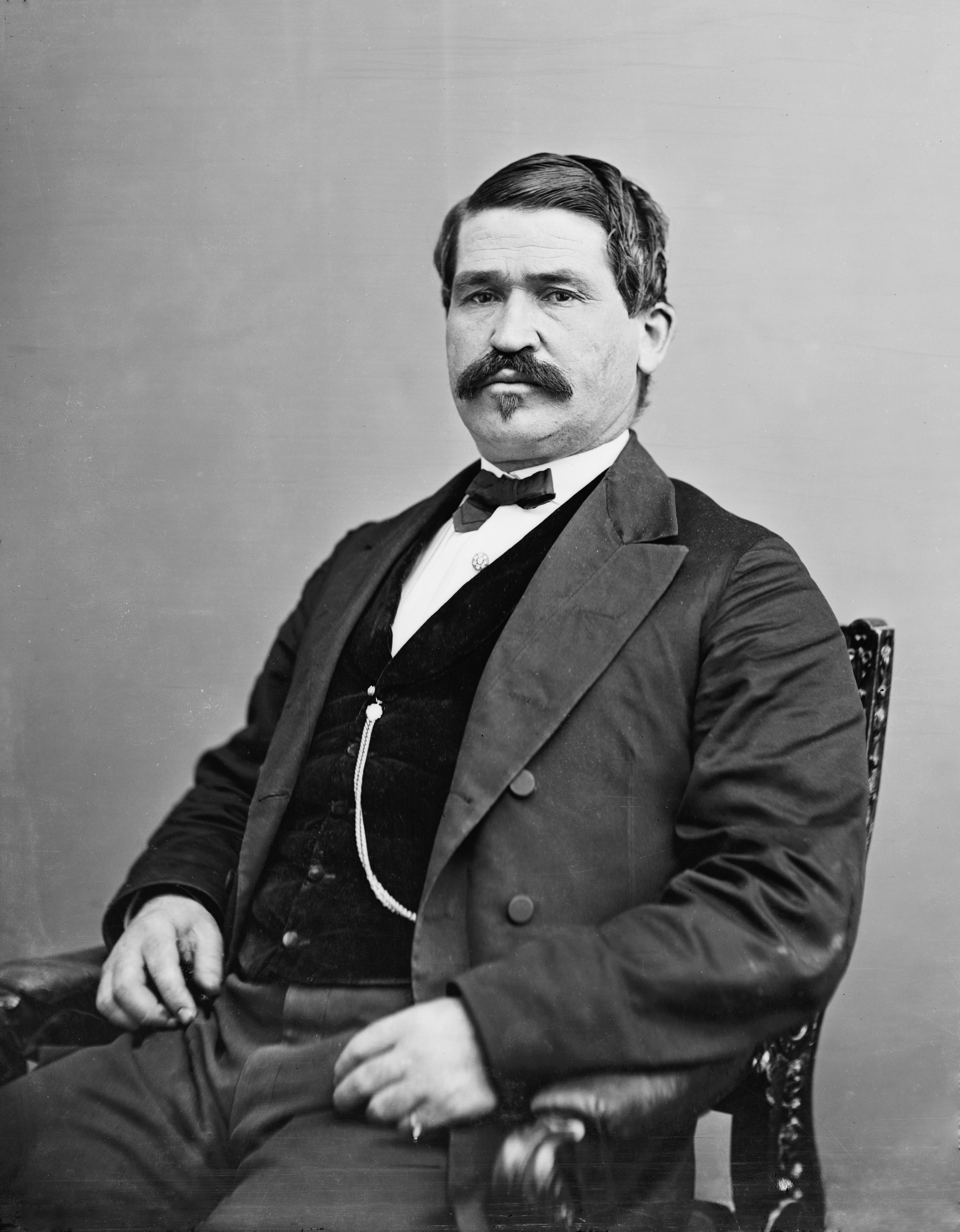
James G. Blunt

James Gillpatrick Blunt, auch James Gilpatrick Blunt (* 21. Juli 1826 in Trenton, Hancock County, Maine; † 27. Juli 1881 in Washington, D.C.) war ein US-amerikanischer Arzt und Abolitionist, der während des Amerikanischen Bürgerkrieges zum Generalmajor aufstieg.

## Vor dem Bürgerkrieg
James G. Blunt, Sohn von John Blunt und Sally Gilpatrick Blunt, wurde in Trenton, Maine geboren. Er blieb auf der Farm seiner Eltern, bis er 14 Jahre alt war. Dann ging er auf die Ellsworth Military Academy in Ellsworth (Maine). Im Alter von 15 Jahren wurde er Seemann auf einem Handelsschiff und erreichte den Dienstgrad des Kapitäns mit 20 Jahren.
1845 zog er nach Columbus, Ohio, wo er sich auf dem Starling Medical College einschrieb. Sein Onkel, Dr. Rufus Gilpatrick, war dort Lehrer. Im Februar 1849 machte er dort den Abschluss, zog nach New Madison (Ohio) und heiratete am 15. Januar 1850 Nancy G. Putman. Er praktizierte dort und nahm als Mitglied der Republikanischen Partei aktiv an der Countypolitik teil.
Dann zog er 1856 in das Anderson County in Kansas und folgte so seinem Onkel, der einige Jahre früher dort hingezogen war. Schon bald darauf war er in den Konflikt „Bleeding Kansas“ verwickelt. Während eines Zusammenstoßes mit der territorialen Pro-Sklaverei-Regierung im Jahre 1857, war Blunt, einschließlich James Lane und dem Abolitionisten John Brown, Teil einer Truppe.
Blunt war ein wichtiges Mitglied der Verfassunggebenden Versammlung von Wyandotte, welche 1859 die Staatsverfassung von Kansas gestaltete, und hatte den Vorsitz über das Committee on Militia.

## Im Bürgerkrieg
Bei Ausbruch des Amerikanischen Bürgerkrieges 1861 wurde Blunt zum Lieutenant Colonel des 2. Kansas Freiwilligenregiments, einem Teil von James Lanes Kansas-Brigade, ernannt. Im April 1862 wurde Blunt zum Brigadegeneral der Freiwilligen ernannt und man gab ihm das Kommando über das Department und Army of Kansas. Blunts Truppen wurden bei der Ersten Schlacht von Newtonia geschlagen, so dass die Army of Kansas in die Army of the Frontier als 1. Division einging. Blunt führte seine Division aus Cherokee und Freiwilligen aus Kansas in der Schlacht bei Old Fort Wayne zum Sieg. Im Dezember 1862 schloss sich Blunts Division die 2. Division unter Francis J. Herron an. Die kombinierten Truppen trafen die Konföderierten unter Thomas C. Hindman in der Schlacht bei Prairie Grove. Obwohl taktisch ein Unentschieden, war die Schlacht ein strategischer Sieg für die Union.
Am 16. März 1863 wurde Blunt zum Generalmajor der Freiwilligen ernannt. Er war der einzige Offizier aus Kansas, der diesen Dienstgrad während des Krieges erreichte. Im Mai 1863 errichtete er das Fort Baxter.
Blunt wurde zum Kommandanten des District of the Frontier ernannt. Er kämpfte um die Kontrolle des Indianer-Territoriums und errang in der Schlacht bei Honey Springs einen wichtigen Sieg, der einen großen Teil des Indianer-Territoriums unter Unionskontrolle brachte. Im Oktober 1863, während er sein Hauptquartier von Fort Scott nach Fort Smith verlegte, kam ihm eine konföderierte Truppe unter William C. Quantrill entgegen. Die Quantrill's Raiders steuerten auf ihn zu und töteten über 80 von Blunts 100 Mann Eskorte, einschließlich seines Adjutanten Major Henry Curtis, Sohn von Generalmajor Samuel Curtis. Blunt konnte entkommen. Als Folge wurde er zeitweilig seines Kommandos enthoben. 1864 konnte Blunt seinen Ruf wiederherstellen. Der konföderierte Generalmajor Sterling Price startete eine Invasion des Missouris und Blunt übernahm das Kommando über die 1. Division der Army of the Border. Er und die Kavallerie unter Alfred Pleasonton konnten Price solange hinhalten, bis Samuel Curtis ihnen mit seinen Truppen zu Hilfe kam und die vereinigten Unionstruppen Price in der Schlacht von Westport eine Niederlage versetzten. Bei Kriegsende kommandierte Blunt das District of South Kansas.

## Nach dem Bürgerkrieg
Nach dem Krieg ließ er sich in Leavenworth (Kansas) nieder, wo er seine Tätigkeit als Arzt wieder aufnahm. Ferner bekam er in Kansas seine Zulassung als Rechtsanwalt. 1869 zog er nach Washington, wo er als Anwalt praktizierte.
Blunts Verhalten wurde 1879 unberechenbar, so dass er in ein Heim eingeliefert wurde. Zwei Jahre später verstarb er. Als Todesursache wurde „Gehirnerweichung“ (Engl. softening of the brain) angegeben. Sein Leichnam wurde nach Leavenworth überführt, wo er auf dem Mount Muncie Cemetery beigesetzt wurde.